# توم ماينارد
توم ماينارد (بالإنجليزية: Tom Maynard)‏ (25 مارس 1989 في المملكة المتحدة - 18 يونيو 2012 في المملكة المتحدة) هو لاعب كريكت بريطاني. لعب مع نادي مقاطعة سري للكريكت ‏ ونادي مقاطعة غلاموركن للكريكت ‏.

## وصلات خارجية
- توم ماينارد على موقع إي آس بي آن كريك إنفو (الإنجليزية)